# Mesobaena
Mesobaena – rodzaj amfisben z rodziny Amphisbaenidae. 

## Zasięg występowania
Rodzaj obejmuje gatunki występujące w Kolumbii, Wenezueli i Brazylii.  

## Systematyka

### Etymologia
Mesobaena: gr. μεσος mesos „środkowy, pośredni”; rodzaj Amphisbaena Linnaeus, 1758.

### Podział systematyczny
Do rodzaju należą następujące gatunki:
- Mesobaena huebneri Mertens, 1925
- Mesobaena rhachicephala Hoogmoed, Pinto, Da Rocha & Pereira, 2009